# Flavius Biea
Flavius Biea (ur. 1 października 1989) − rumuński bokser, srebrny medalista Mistrzostw Świata Kadetów 2006 w Stambule, złoty medalista Mistrzostw Europy Kadetów 2005 w Siófoku, złoty medalista Mistrzostw Unii Europejskiej Juniorów 2007 w Warszawie. Od 2013 walczy na ringu zawodowym. 

## Kariera amatorska
Na Mistrzostwach Europy Kadetów 2005 w Siófoku zdobył złoty medal w kategorii lekkiej. W 1/16 finału pokonał przed czasem reprezentanta Cypru Christosa Chasicharalambou, w 1/8 finału Węgra Pála Oravecza, awansując do ćwierćfinału. W walce ćwierćfinałowej pokonał na punkty reprezentanta Turcji Giorgiego Dzbahidze, wygrywając 25:15. W półfinale pokonał nieznacznie na punkty (27:25) reprezentanta Rosji Pawła Bykowa, a w finale Azera Famila Süleymanova. Na Mistrzostwach Świata Kadetów 2006 w Stambule zdobył srebrny medal w kategorii lekkopółśredniej. W 1/8 finału wyeliminował Polaka Adama Kośmidra, wygrywając z nim przed czasem. W ćwierćfinale pokonał reprezentanta Białorusi Gadzhimurada Omarova, wygrywając na punkty (18:12). W półfinale pokonał nieznacznie na punkty (26:23) Ukraińca Dmitrija Mitrodanowa, a w finale przegrał przed czasem z Azerem Azamatem Abduhakimovem.
Na Mistrzostwach Unii Europejskiej Juniorów 2007 w Warszawie zdobył złoty medal w kategorii lekkopółśredniej. W ćwierćfinale pokonał na punkty (24:10) Włocha Vincenzo Mangiacapre, w półfinale naturalizowanego Szweda Akila Adnana, a w finale naturalizowanego Francuza Samira Machrouh.

## Kariera zawodowa
Jako zawodowiec zadebiutował 22 lutego 2013, zwyciężając w debiucie przez nokaut w pierwszej rundzie. W swojej siódmej zawodowej walce zdobył tytuł mistrza Rumunii w kategorii półśredniej, pokonując na punkty Roberta Cristea.